# 1251 Avenue of the Americas

Emplacement du 1251 Avenue of the Americas au sein du Rockefeller Center.

L'Exxon Building, aussi connu sous le nom de 1251 Avenue of the Americas (son adresse) est un gratte-ciel de New York. Il est situé sur la sixième avenue, qui porte aussi le nom d'Avenue of the Americas. Il fait partie du Rockefeller Center, et des XYZ Buildings, trois tours d'architectures voisines. Les plans du bâtiment datent de 1963, et furent réalisés par Harrison et Abramovitz.

## Historique
Les trois lettres XYZ correspondent à la taille croissante des trois gratte-ciels. L'Exxon Building correspond au X, et mesure 229 mètres pour 54 étages, bien qu'il ne fut que le second construit en 1971. Le bâtiment Y est le McGraw-Hill Building, construit en 1969 et qui mesure 206 mètres, et le Z est le Celanese Building, qui culmine à 180 mètres. L'Exxon Building constitue le second bâtiment le plus haut du Rockefeller Center derrière le GE Building, qui atteint 259 mètres.
Bien que les trois bâtiments portent le nom d'entreprises américaines, seul le Mac Graw Hill est actuellement occupé par l'entreprise. La compagnie ExxonMobil a, elle, déplacé ses bureaux à Brooklyn, et ne possède maintenant plus aucun bâtiment au Rockefeller Center.